# Ignazio Balsamo (Schauspieler)
Ignazio Balsamo (* 25. Oktober 1912 in Catania; † 7. August 1994 ebenda) war ein italienischer Schauspieler.

## Leben
Balsamo kam als Statist in Kontakt mit der Filmszene, als er für in seiner Heimat Sizilien gedrehte Filme mitwirkte. Sein ausdrucksstarkes, hartes Gesicht ließen ihn schon im Theater die Rollen von Bösewichtern spielen, wo er von Pietro Germi für seinen In nome della legge entdeckt wurde. Nach dieser Premiere als Mafiaangehöriger zog Balsamo nach Rom, wo er zwar schnell in den Studios Fuß fassen konnte, jedoch auf den Rollentyp des bösen Buben festgelegt war. Zwar spielte er in einer großen Zahl von Dramen und Abenteuerfilmen wie auch in sozial engagierten Werken, kam jedoch über Nebenrollen selten hinaus. Für Produzent Federico Zappulla arbeitete er auch als Koordinator verschiedener Produktionen, ebenso für Fortunato Misiano.
Balsamo war mit der Schauspielerin Gina Rapicavoli verheiratet und schrieb zwei in seiner Heimat angesiedelte Komödien.

## Filmografie (Auswahl)
- 1949: Im Namen des Gesetzes (In nome della legge)
- 1950: Freiwild (Il brigante Musolino)
- 1952: Lucrezia, die rote Korsarin (Jolanda, la figlia del Corsaro Nero)
- 1955: Die Welt wird uns gehören (Il mondo sarà nostro)
- 1959: Der Sohn des roten Korsaren (La scimitarra del Saraceno)
- 1960: Un dollaro di fifa
- 1960: Küste der Piraten (I pirati della costa)
- 1960: Robin Hood und die Piraten (Robin Hood e i pirati)
- 1961: Herkules, der Held von Karthago (La vendetta di Ursus)
- 1961: Hochwürden Don Camillo (Don Camillo monsignore… ma non troppo)
- 1961: Der schwarze Brigant (Il segreto dello sparviero nero)
- 1962: Einer gegen Sieben (Duello nella Sila)
- 1962: Die graue Galeere (Odio mortale)
- 1964: Herkules – Rächer von Rom (Ercole contro Roma)
- 1964: Samson gegen die Korsaren des Teufels (Sansone contro il Corsaro nero)
- 1964: Ein Toter hing am Glockenseil (La cripta e l'incubo)
- 1966: Das Finale liefert Zorro (Zorro il ribelle)
- 1967: Zwei Trottel gegen Django (Due Rrringos nel Texas)
- 1969: Zorro alla corte d’Inghilterra
- 1969: Zorro – Graf von Navarra (Zorro marchese di Navarra)
- 1972: Poppäa – Die Kaiserin der Gladiatoren (Le caldi notti di Poppea)